# Maimbung
Maimbung est une localité de la province de Sulu, aux Philippines. En 2015, elle compte 37 914 habitants.